# La Vie en rose
«La Vie en rose» — це пісня, яку виконує Едіт Піаф.

## Історія пісні
La Vie en rose («Життя у рожевому кольорі», «Життя крізь рожеві окуляри») — музика каталонця Луї Гульельма, стала візитною карточкою французької співачки Едіт Піаф, яка написала до неї слова. Вперше виконала в 1946 році.

## Виконавці пісні
Інструментальна версія у виконанні Луї Армстронга стала джазовим стандартом. Окрім Піаф, пісню виконували Марлен Дітріх, Мірей Матьє, Патрісія Каас, Грейс Джонс, Донна Саммер, Іггі Поп, Сара Монтель, Дін Мартін, Леді Гага, Мадонна та багато інших популярних вокалістів.

## Саунтрек
Вона прозвучала в багатьох фільмах  — починаючи з класичних стрічок «Страх сцени» (1950), «Сабріна» (1954), «Касабланка — гніздо шпіонів» (1963). В 1998 році мелодія була занесена в зал слави премії «Греммі».
Слова пісні обговорюються в назві бельгійського фільму «Моє життя у рожевому кольорі» і фільмі-біографії Едіт Піаф, «Життя у рожевому кольорі», за який акторка Маріон Котійяр отримала премію «Оскар».
Також пісня звучить в серіалі Як я зустрів вашу маму.